# 테러와의 전쟁 중 파키스탄의 역할
테러와의 전쟁에서 파키스탄의 역할은 여러 나라의 정책 입안자, 정치 분석가, 그리고 전 세계 국제 대표단 사이에서 널리 논의되는 주제이다. 파키스탄은 테러리스트를 은닉하고 지원했다는 비난을 동시에 받으면서도 테러 방지 노력에 대한 칭찬도 받았다. 2001년 이래로 이 나라는 아프가니스탄 전쟁을 피해 온 수백만 명의 아프가니스탄 난민을 수용하고 있다.

## 주요 전개
사우디아라비아에서 태어난 자인 알아비딘 무함마드 하사인 아부 주바이다는 2002년 3월 23일 주간에 미국과 파키스탄의 합동 급습 작전 중 파키스탄 관리들에 의해 체포되었다. 급습 중 용의자는 군 요원의 체포를 피하려다 세 발의 총상을 입었다. 주바이다는 작전 총책임자라는 직함을 가진 알카에다 고위 관리이자 알카에다 훈련 캠프 운영을 담당했다고 한다.
그해 9월 11일, 람지 빈 알시브는 경찰과의 3시간 총격전 끝에 파키스탄에서 체포되었다. 빈 알시브는 독일 함부르크에서 모하메드 아타와 방을 함께 썼으며 알카에다 작전의 재정 지원자였다고 알려져 있다.
람지 빈 알시브는 9·11 테러의 또 다른 납치범이 될 예정이었으나, 미국 이민국이 그의 비자 신청을 세 번 거부하여 재정 지원자의 역할만 맡게 되었다고 한다. 빈 알시브가 독일에서 미국으로 송금한 돈의 흔적은 모하메드 아타와 자카리아스 무사위 모두와 연결된다.
2003년 3월 1일, 칼리드 셰이크 무함마드는 파키스탄 수도 이슬라마바드 외곽 9마일 떨어진 라왈핀디 교외에서 CIA 주도의 급습 작전 중에 체포되었다. 체포 당시 무함마드는 알카에다에서 세 번째로 높은 서열의 관리였으며 9·11 테러 계획을 직접 담당했다. 무함마드가 연루된 다른 사건으로는 월스트리트 저널 기자 대니얼 펄 살해 지시, USS 콜 사건, 리처드 리드의 신발 폭탄을 이용한 민간 항공기 폭파 시도, 튀니지 제르바섬의 엘 그히바 회당 테러 공격 등이 있다. 칼리드 셰이크 무함마드는 자신을 알카에다 군사 위원회 위원장이라고 묘사했다.
이 모든 와중에 2006년, 파키스탄은 NATO 사령관들로부터 아프가니스탄에서 탈레반을 지원하고 방조했다는 비난을 받았지만, NATO는 나중에 파키스탄 정보부(ISI)나 파키스탄 정부가 테러를 후원했다는 알려진 증거는 없다고 인정했다.
아프가니스탄 정부 또한 ISI가 2007년에 사망한 탈레반의 고위 군사령관인 물라 다둘라에 대한 보호를 포함하여 무장 세력에게 도움을 제공했다고 비난하지만, 파키스탄 정부는 이를 부인한다. 한편 인도는 2006년 7월 11일 뭄바이 열차 테러를 포함한 카슈미르 및 인도 공화국 내 다른 지역에서의 여러 테러 공격이 파키스탄 ISI의 소행이라고 계속 비난하지만, 파키스탄은 이를 "자생적인" 반란 때문이라고 주장한다. 아프가니스탄과 영국과 같은 많은 다른 나라들도 파키스탄의 국가 후원 테러리즘과 테러 자금 조달을 비난했다.
파키스탄과 인접한 아프가니스탄에서의 미국 군사 활동 증가는 파키스탄 정부에 대한 미국의 군사 원조의 큰 증가와 일치했다. 9·11 공격 이전 3년 동안 파키스탄은 약 900만 달러의 미국 군사 원조를 받았다.
이후 3년 동안 그 액수는 42억 달러로 증가하여 9·11 이후 최대 자금을 지원받는 국가가 되었다. 이러한 엄청난 자금 유입은 이 자금이 어떠한 책임도 없이 제공되었고, 최종 용도가 문서화되지 않았으며, 상당 부분이 민간인의 인권을 억압하고 발루치스탄 불안과 같은 국내 문제를 억제하기 위한 무기 구매에 사용되었다는 우려를 불러일으켰다.
2016년 12월, 스펙테이터는 파키스탄이 테러와의 전쟁에서 승리하고 있다고 보도했다. 이 기사는 나와즈 샤리프가 파키스탄 총리 세 번째 임기 동안 취한 주요 조치들이 전반적인 폭력 감소를 가져왔다고 보도했다.
가디언은 2016년에 인도 총리 나렌드라 모디가 파키스탄을 "테러리즘의 본거지"라고 지칭하며, 파키스탄이 무장 단체를 은닉하고 지원했다는 의혹으로 인해 파키스탄에 대한 국제적 압력을 높이기 위한 캠페인의 일환이라고 보도했다.
2017년 8월, 가디언은 트럼프 행정부의 새로운 아프가니스탄 전략의 일환으로, 파키스탄에 대한 무장 단체 지원 의혹에 대해 더 많은 압력이 가해질 것이라고 보도했다. 도널드 트럼프 트럼프는 텔레비전 성명에서 "파키스탄이 테러 조직, 탈레반 및 지역과 그 너머에 위협이 되는 다른 단체들을 위한 안전한 피난처를 제공하는 것에 대해 우리는 더 이상 침묵할 수 없다"고 말했다. 이 새로운 전략은 아프가니스탄 정부 관리들의 지지를 받았고, 아프가니스탄 대통령 대변인은 "미국 정부가 파키스탄에게 '하던 것을 중단하거나 부정적인 결과를 감수하라'는 매우 명확한 메시지를 전달한 것은 이번이 처음"이라고 말했다. 파키스탄 보안 관리들은 "그들은 파키스탄에 책임을 전가하고 있다"며 "파키스탄 자체가 테러의 피해자이다. 우리는 무장 세력과 싸우고 있으며 많은 지상 및 공중 작전을 수행하여 그들의 피난처를 파괴했다. 우리는 그들을 물리적으로, 이념적으로 근절하기를 원한다"고 말하며 이러한 성명을 거부했다. 트럼프는 지역적 접근 방식의 일환으로 인도에게 더 많은 역할을 할 것을 권장할 것이라고 말했고(인도는 이미 아프가니스탄에 경제 및 인도적 지원을 제공하고 있음), 전직 관리들과 분석가들은 아프가니스탄 내 인도 세력의 확대에 대한 두려움이 파키스탄 군과 정보 지도자들이 인도 영향력에 대한 완충 장치로서 아프가니스탄 무장 세력에 대한 지원을 유지하는 데 사용한 정당화였다고 지적했다.

## 파키스탄 북서부
카이베르파크툰크와주에서 파키스탄군은 칼리드 셰이크 무함마드와 같은 수많은 알카에다 요원들을 체포하거나 사살했다. 파키스탄 당국은 발루치스탄에서 IS의 영향력이 상대적으로 더 크다는 점을 인지했으며, 호라산 지부 그룹으로부터 커지는 위협에 직면하고 있다.

## 유럽 무장 세력 훈련장
2009년, 정치적으로 불안정한 파키스탄은 반서방 무장 활동의 새로운 세계적 거점으로 부상했지만, 계속되는 미국의 공격 위협 때문에 신병들은 공격적인 행동을 수행하기보다는 지시와 훈련을 받는 데 시간을 보낼 가능성이 더 높다고 보고되었다. 로이터 보안 특파원 윌리엄 매클린은 유럽 극단주의자들의 alarming influx에 초점을 맞춘 보고서에서 다음과 같이 썼다.
오랫동안 파키스탄계 영국 무장 세력들이 선호하는 목적지였던 파키스탄 북서부 부족 지역은 이제 3년 전이라면 미국군과 싸우기 위해 아마도 이라크로 갔을 아랍인들과 아랍계 유럽인들을 끌어들이고 있다.
이라크 전쟁이 끝나가는 것으로 보이면서, 보안 소식통들은 이 젊은이들에게 매력적인 것은 이웃 아프가니스탄에서 미국군과 싸우거나 중동, 아프리카 또는 서방의 본국에서 공격을 수행할 기술을 얻는 것이라고 말한다.
한 가지 결과: 아프가니스탄의 서방 군대는 점점 더 자국민과 싸워야 할 가능성에 직면하고 있다.

그는 이 문제가 2009년 5월 6일 버락 오바마 미국 대통령, 아시프 알리 자르다리 파키스탄 대통령, 하미드 카르자이 아프가니스탄 대통령 간의 회담에서 논의될 가능성이 높다고 덧붙였다. 첫 번째 언급된 인물은 파키스탄 부족 지역이 전 세계 알카에다 활동의 발판으로 사용되는 것을 종식시키려고 한다.

## 같이 보기
- 파키스탄의 테러리즘
- 오사마 빈라덴의 죽음
- 미국-파키스탄 관계